# Aż po sufit!
Aż po sufit! – polski serial obyczajowy w reżyserii Bartosza Konopki i Julii Kolberger, emitowany przez TVN od 1 września do 24 listopada 2015, oparty na australijskim serialu Chata pełna Rafterów, realizowanym w latach 2008–2013.
Z powodu niskiej oglądalności produkcja serialu Aż po sufit! została zakończona przez TVN po pierwszej serii 13 odcinków, mimo wcześniejszych planów kontynuacji.

## Fabuła
Małżeństwo Joanna (Edyta Olszówka) i Andrzej (Cezary Pazura) Domirscy mają trójkę dorosłych dzieci. Fabuła rozpoczyna się w dniu wyprowadzki najmłodszego syna – Tomka (Kamil Szeptycki). W ciągu kilku dni ich dom ponownie zapełnia się dziećmi, a także ojcem Joanny – Tadeuszem (Tadeusz Borowski), który nie może podnieść się po śmierci swojej żony.

## Obsada
| Aktor                 | Rola                                   |
| --------------------- | -------------------------------------- |
| Edyta Olszówka        | Joanna Domirska                        |
| Cezary Pazura         | Andrzej Domirski, mąż Joanny           |
| Małgorzata Foremniak  | Beata Kobiałka, przyjaciółka Joanny    |
| Karolina Staniec      | Kama Domirska, córka Joanny i Andrzeja |
| Krzysztof Chodorowski | Łukasz Domirski, syn Joanny i Andrzeja |
| Kamil Szeptycki       | Tomek Domirski, syn Joanny i Andrzeja  |
| Erika Karkuszewska    | Natalia Domirska, żona Łukasza         |
| Tadeusz Borowski      | Tadeusz Treder, ojciec Joanny          |
| Cezary Łukaszewicz    | Daniel, chłopak Kamy                   |
| Mariusz Bonaszewski   | Krzysztof Majer, ojciec Natalii        |
| Dorota Segda          | Tamara Majer, matka Natalii            |
| Małgorzata Niemirska  | Wanda Treder, matka Joanny             |
| Alicja Juszkiewicz    | Zofia Kaczmarek                        |
| Piotr Żurawski        | Milo Karandonis                        |

## Spis serii
| Seria | Seria | Sezon       | Odcinki   | Premiera serii  | Finał serii       | Pora emisji  | Średnia oglądalność |
| ----- | ----- | ----------- | --------- | --------------- | ----------------- | ------------ | ------------------- |
|       | 1.    | jesień 2015 | 1–13 (13) | 1 września 2015 | 24 listopada 2015 | wtorek 21.30 | 1 084 563           |

## Lista odcinków
| Data premiery | Nr | Tytuł                 | Oglądalność |
| ------------- | -- | --------------------- | ----------- |
|               |    |                       |             |
| 01.09.2015    | 1  | Nie ma jak w domu     | 1 508 863   |
|               |    |                       |             |
| 08.09.2015    | 2  | Kapitan               | 1 207 387   |
|               |    |                       |             |
| 15.09.2015    | 3  | Krok w dorosłość      | 1 027 586   |
|               |    |                       |             |
| 22.09.2015    | 4  | Wielkie marzenia      | 1 132 174   |
|               |    |                       |             |
| 29.09.2015    | 5  | Priorytety            | 1 122 371   |
|               |    |                       |             |
| 06.10.2015    | 6  | Jak kumple            | 998 998     |
|               |    |                       |             |
| 13.10.2015    | 7  | Strach się bać        | 1 100 971   |
|               |    |                       |             |
| 20.10.2015    | 8  | Naga prawda           | 862 983     |
|               |    |                       |             |
| 27.10.2015    | 9  | Mój kawałek podłogi   | 902 913     |
|               |    |                       |             |
| 03.11.2015    | 10 | Wszystko pod kontrolą | 1 070 324   |
|               |    |                       |             |
| 10.11.2015    | 11 | Podróż sentymentalna  | 1 038 934   |
|               |    |                       |             |
| 17.11.2015    | 12 | Zacznijmy od nowa     | 962 796     |
|               |    |                       |             |
| 24.11.2015    | 13 | Kuzyn                 | 1 155 313   |